# Carissa boiviniana
Carissa boiviniana là một loài thực vật có hoa trong họ La bố ma. Loài này được (Baill.) Leeuwenb. mô tả khoa học đầu tiên năm 2001.